# Roztoka, Voloveț
Roztoka (în ucraineană Розтока) este localitatea de reședință a comunei Roztoka din raionul Voloveț, regiunea Transcarpatia, Ucraina.

## Demografie
Componența lingvistică a localității Roztoka
     Ucraineană (99,79%)
     Alte limbi (0,21%)
Conform recensământului din 2001, majoritatea populației localității Roztoka era vorbitoare de ucraineană (99,79%), existând în minoritate și vorbitori de alte limbi.